# Gare de Loudun
Gare de Loudun – stacja kolejowa w Loudun, w departamencie Vienne, w regionie Nowa Akwitania, we Francji. Jest zarządzana przez SNCF (budynek dworca) i przez RFF (infrastruktura). Znajduje się na linii Les Sables-d'Olonne – Tours.
Stacja jest obsługiwana przez pociągi TER Poitou-Charentes. 

## Linie kolejowe
- Linia Les Sables-d'Olonne – Tours
- Linia Loudun – Angers
- Linia Loudun – Châtellerault